# Abutilon californicum
Abutilon californicum är en malvaväxtart som beskrevs av George Bentham. Abutilon californicum ingår i släktet klockmalvor, och familjen malvaväxter. Inga underarter finns listade i Catalogue of Life.